# Triumph Stag
El Triumph Stag es un turismo deportivo cupé 2+2 producido entre 1970 y 1978 por la empresa británica Triumph Motor Company. Fue diseñado por el estilista italiano Giovanni Michelotti.

## Diseño y estilismo
Concebido como un automóvil deportivo de lujo, el Stag fue diseñado para competir directamente con los modelos Mercedes-Benz SL. Eran cupés descapotables de cuatro plazas, pero por rigidez estructural y para cumplir con los requisitos estadounidenses de la época en caso de vuelco, el Stag requería un arco antivuelco en el pilar B, conectado al marco del parabrisas mediante una barra en T. Una capota rígida extraíble del color de la carrocería con filamentos de descongelación en la ventana trasera, techo interior completo y ventanas traseras operadas por manivela eran una opción de fábrica popular para los primeros Stag, y luego se suministró como accesorio estándar.
El automóvil comenzó como un experimento de estilo a partir de una berlina Triumph 2000 de preproducción de 1963-64, también diseñada por Giovanni Michelotti. Su acuerdo era que, si a Harry Webster, director de ingeniería de Triumph, le gustaba el diseño, Triumph podría usar el prototipo como base para un nuevo modelo. A Webster le encantó el diseño y se llevó el prototipo a Inglaterra. El resultado final, un convertible con capota abatible de dos puertas, tenía poco en común con el estilo del modelo 2000 original, pero conservaba la suspensión y la línea de transmisión. A Triumph le gustó tanto el diseño de Michelotti que adoptó las líneas de estilo del Stag en las nuevas líneas de modelos sedán y familiar T2000/T2500 de la década de 1970.
Triumph dio a los nuevos proyectos nombres de código de desarrollo de cuatro letras (como por ejemplo, Bomb para el Spitfire), y curiosamente, el Stag fue el único Triumph que se puso en producción con su nombre en clave de desarrollo.

## Ingeniería

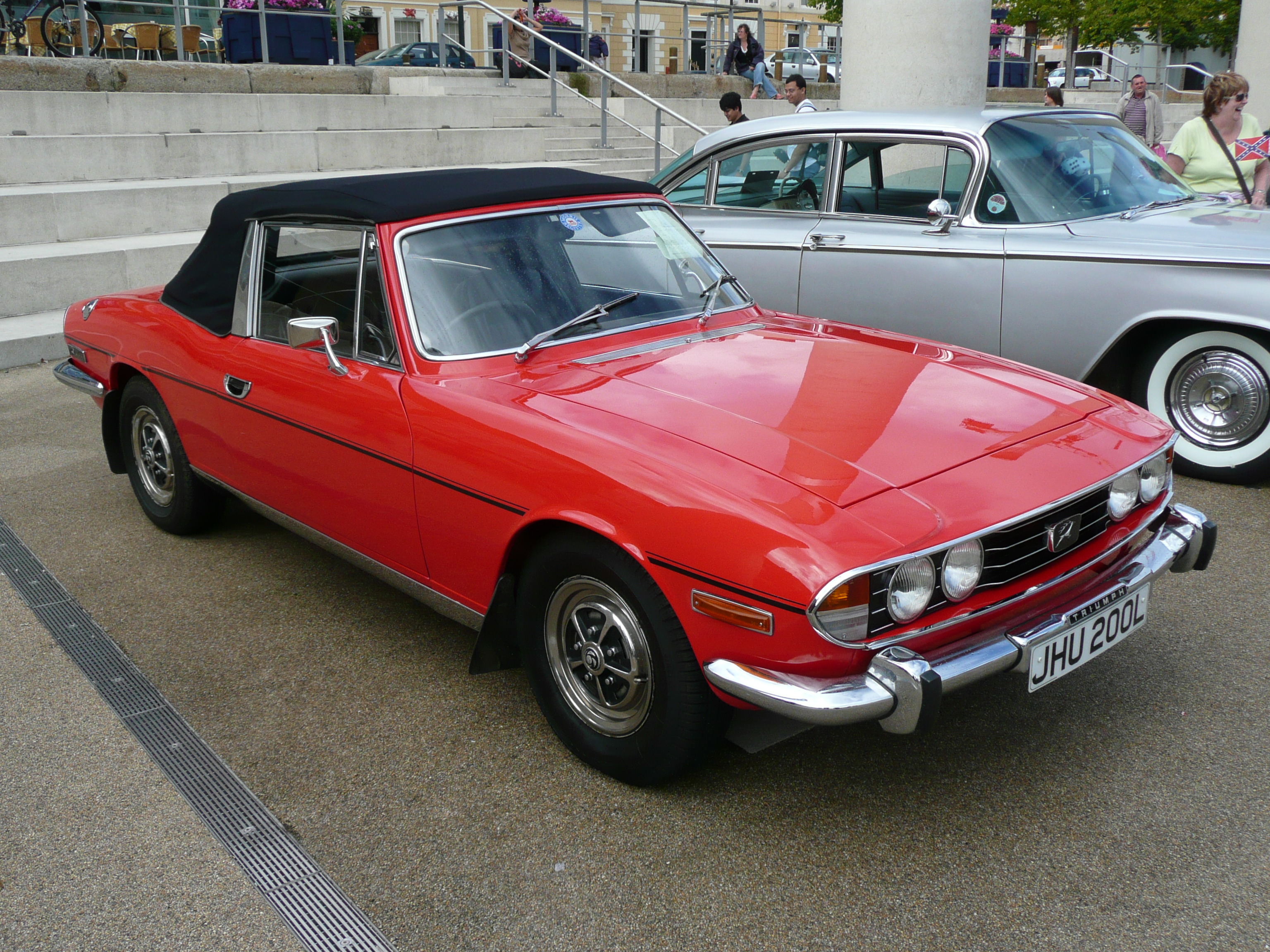
Stag de 1972

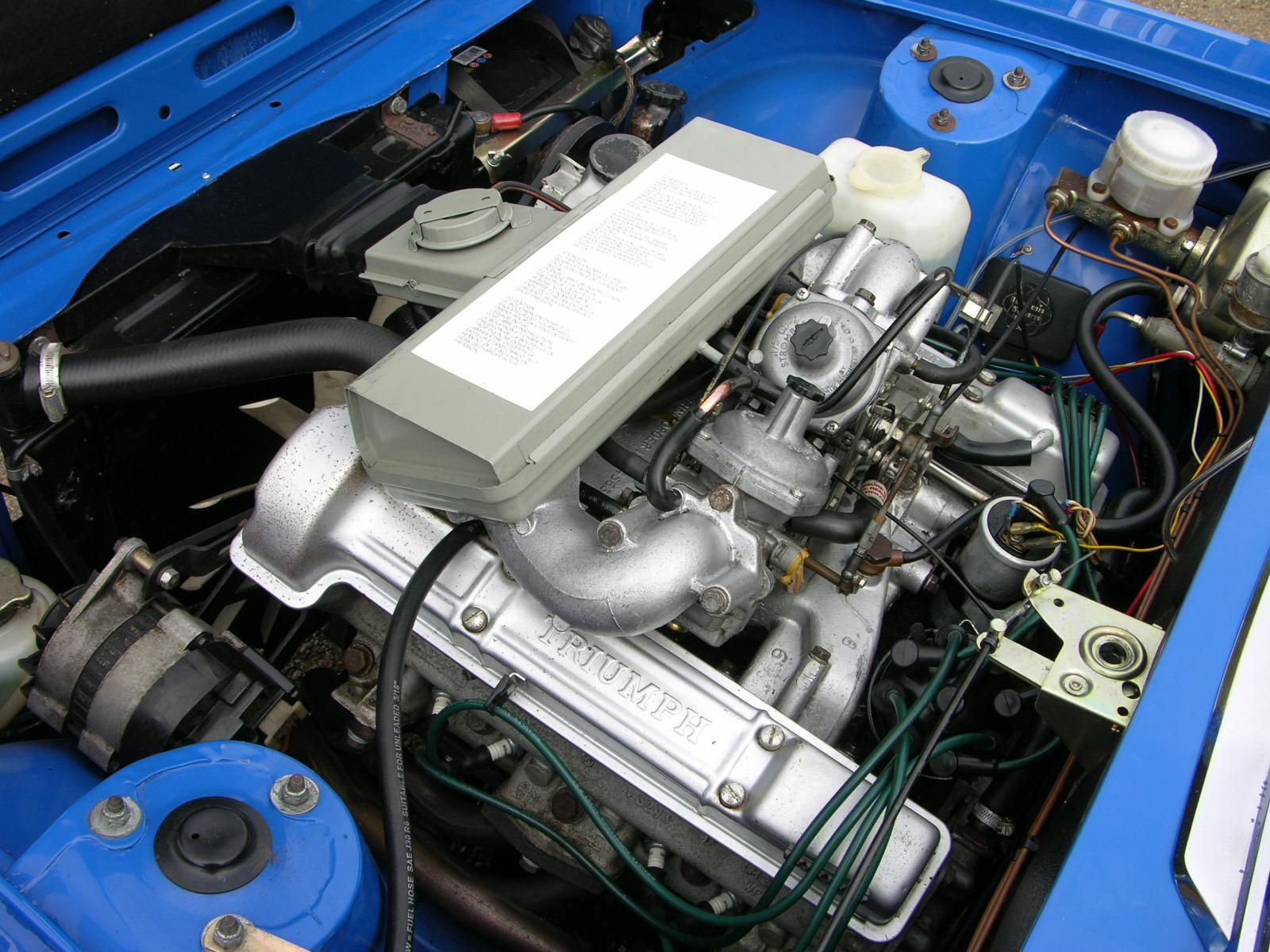
Motor Triumph V8

El diseño inicial del Stag se basó en el motor de seis cilindros y 2.5 litros de la berlina, pero Webster pretendía que el deportivo, las berlinas grandes y los familiares usaran un nuevo V8 de árbol de levas en cabeza (OHC) de 2.5 litros con inyección de combustible (PI) diseñado por Triumph. En 1968, bajo la dirección del sucesor de Webster, Spen King, el nuevo 2.5 PI V8 se amplió a 2997 cm³ (3 L; 183 plg³) para aumentar el par. Para cumplir con los estándares de emisiones en los EE. UU., un mercado clave, la problemática inyección mecánica de combustible se abandonó en favor de los carburadores dobles Zenith-Stromberg 175 CDSE. Al igual que otros fabricantes, un objetivo fundamental de la estrategia de ingeniería de Triumph en ese momento era crear una familia de motores en línea y en V de diferentes tamaños alrededor de un cigüeñal común. Las diversas configuraciones previstas por Triumph permitirían la producción de propulsoes de cuatro, seis y ocho cilindros con desplazamientos comprendidos entre 1,5 y 4 litros, compartiendo muchas piezas, y por lo tanto, produciendo economías de escala de fabricación y de construcción mecánica. Se pusieron en producción distintas variantes del diseño de Triumph, en particular el Slant-four, un motor inclinado de cuatro cilindros de 2.0 litros utilizado en los posteriores Dolomite y TR7, y una variante fabricada por StanPart que se utilizó inicialmente en el Saab 99. El V8 del Stag fue el primero de estos motores que se instaló en un automóvil de producción en serie. A veces descritos como dos motores de cuatro cilindros juntos, es más correcto señalar que las versiones posteriores de cuatro cilindros eran la mitad izquierda de un motor del Stag.
A veces se ha comentado que Triumph recibió instrucciones de usar el probado motor Rover V8 con bloque de aluminio, originalmente diseñado por Buick, pero alegó que "no encajaría", aunque no está claro si se quiso decir que no encajaría físicamente dentro del compartimiento del motor de un Stag. De hecho, es posible adaptar el motor al espacio disponible, pero la decisión de optar por el Triumph V8 probablemente se debió más al hecho de que las diferentes características de par y peso del Buick habrían implicado una importante reingeniería del Stag cuando estaba casi listo para salir a la venta. Tal sustitución también habría requerido un replanteamiento más amplio de la estrategia de ingeniería, incluyendo importantes consideraciones de "ajuste" más allá del asunto comparativamente trivial de las dimensiones relativas de los dos motores. Además, Rover, también propiedad de British Leyland, no necesariamente podría haber suministrado la cantidad de motores V8 necesarios para igualar la producción anticipada del Stag.
Al igual que en la línea de modelos 2000, se empleó una construcción unitaria y una suspensión totalmente independiente (con puntales MacPherson en la parte delantera y brazos semiarrastrados en la parte trasera). Montaba frenos de disco delanteros y de tambor traseros, mientras que disponía de dirección asistida de piñón y cremallera.

## Producción
El coche se lanzó a finales de 1970, con una cálida bienvenida en los diversos salones internacionales del automóvil. Sin embargo, adquirió rápidamente una reputación de falta de fiabilidad mecánica, generalmente en forma de sobrecalentamiento. Estos problemas surgieron por diversas causas.
Primero, los últimos cambios en el motor dieron lugar a características de diseño que eran cuestionables desde una perspectiva de ingeniería. Por ejemplo, la bomba de agua se colocó en el motor más alta de lo habitual. Si el motor se calentaba y el refrigerante pasaba del sistema de enfriamiento a la botella de expansión, el volumen reducido de líquido que quedaba cuando el motor se enfriaba nuevamente caía por debajo del nivel de la bomba, lo que finalmente causaba problemas. Los fallos en la bomba de agua también eran debidos en ocasiones a unos engranajes de transmisión mal endurecidos, que se desgastaban prematuramente y la inutilizaban.
Una segunda causa de problemas en el motor fue la falta de atención al inhibidor de corrosión en el refrigerante. El bloque estaba hecho de hierro y las culatas de aluminio, una combinación que requería el uso de agua con un anticongelante anticorrosivo durante todo el año. Este punto no fue muy apreciado por los propietarios ni por la red de distribuidores. En consecuencia, los motores se vieron afectados por la corrosión electrolítica y por los lodos del óxido de aleación blanca acumulados en los núcleos de los radiadores, lo que reducía su eficiencia y provocaba problemas de sobrecalentamiento, traducidos en fallos en la junta de la culata debido a la dilatación térmica, una avería de reparación muy costosa. Los propietarios generalmente recuperaban sus coches reparados con el radiador todavía obstruido, lo que a su vez provocaba fallos repetidos.
Una tercera causa de problemas fue el uso en el motor de cadenas largas de eslabones de rodillos simplex, que primero se alargaban y luego fallaban a menudo con menos de 25 000 millas (40 200 km), resultando en daños costosos. Incluso antes de fallar, en una cadena de distribución estirada pueden saltarse algunos eslabones, provocando que las válvulas subieran y bajaran en una secuencia incorrecta, de modo que las válvulas golpearan los pistones y ambos se dañasen. Este fallo pudo haber sido agravado por cadenas de mala calidad.
Se dijo que otro problema era la disposición de los espárragos de fijación de la culata, la mitad de los cuales eran verticales y la otra mitad inclinados. Esta disposición se utilizó para reducir los costos de producción, ya que permitía acceder a los pernos y espárragos de montaje con las tapas de los balancines instaladas, lo que permitía ensamblar la culata completamente antes de montarla en el motor. La misma disposición funcionó bastante bien en los motores de 4 cilindros, pero en el V8 los pernos verticales y en ángulo, cuando se calentaban y enfriaban, se expandían y contraían en diferentes direcciones lo suficiente como para dar lugar a fuerzas laterales que provocaban la deformación del bloque del motor.
Por último, aunque los motores de preproducción construidos por un proveedor externo funcionaron bien, los que se instalaron en los coches de producción fueron fabricados internamente por una planta con problemas laborales y un control de calidad inadecuado, y no eran raros los motores con arena de los moldes de fundición en su interior, que bloqueaba los conductos del refrigerante y provocaba sobrecalentamiento.
Esta combinación de fallos de fabricación y mantenimiento causó una gran cantidad de averías en el motor. La revista Time calificó al Triumph Stag como uno de los 50 peores coches jamás fabricados.
British Leyland nunca rediseñó el Triumph 3.0 litros OHC V8 para abordar estos problemas, más allá de la introducción de un sistema de enfriamiento de alta presión que se desbordaba a una temperatura más alta. Otro problema fue que el Stag siempre fue un automóvil relativamente raro. British Leyland tenía alrededor de 2500 distribuidores en el Reino Unido cuando se comercializaba el Stag, y se vendieron un total de alrededor de 19.000 unidades en el Reino Unido durante siete años. Por lo tanto, el concesionario promedio vendió solo siete u ocho Stag durante toda la producción del automóvil, o aproximadamente un automóvil por año. Esto significaba que pocos concesionarios veían las averías con la frecuencia suficiente como para reconocer y diagnosticar la causa de los diversos problemas.
Varios propietarios reemplazaron el problemático motor con unidades de otros coches, como el Rover V8 o el motor Triumph de 2.5 litros alrededor del cual se diseñó originalmente el Stag. Se desconoce el número de tales conversiones, pero en julio de 2017, el 91% de los Stag conocidos por la DVLA tenían un motor de 3 litros, según www.howmanyleft.com. No está claro cuántos de estos son motores Stag originales y cuántos son unidades Ford Essex de 3 litros. La conversión al Rover V8, popular en su momento, impulsa a menos del 4% de los Stag supervivientes.
El último Stag producido (bastidor BOL88V) se guarda en el Heritage Motor Center.

## Variantes Mark I y Mark II

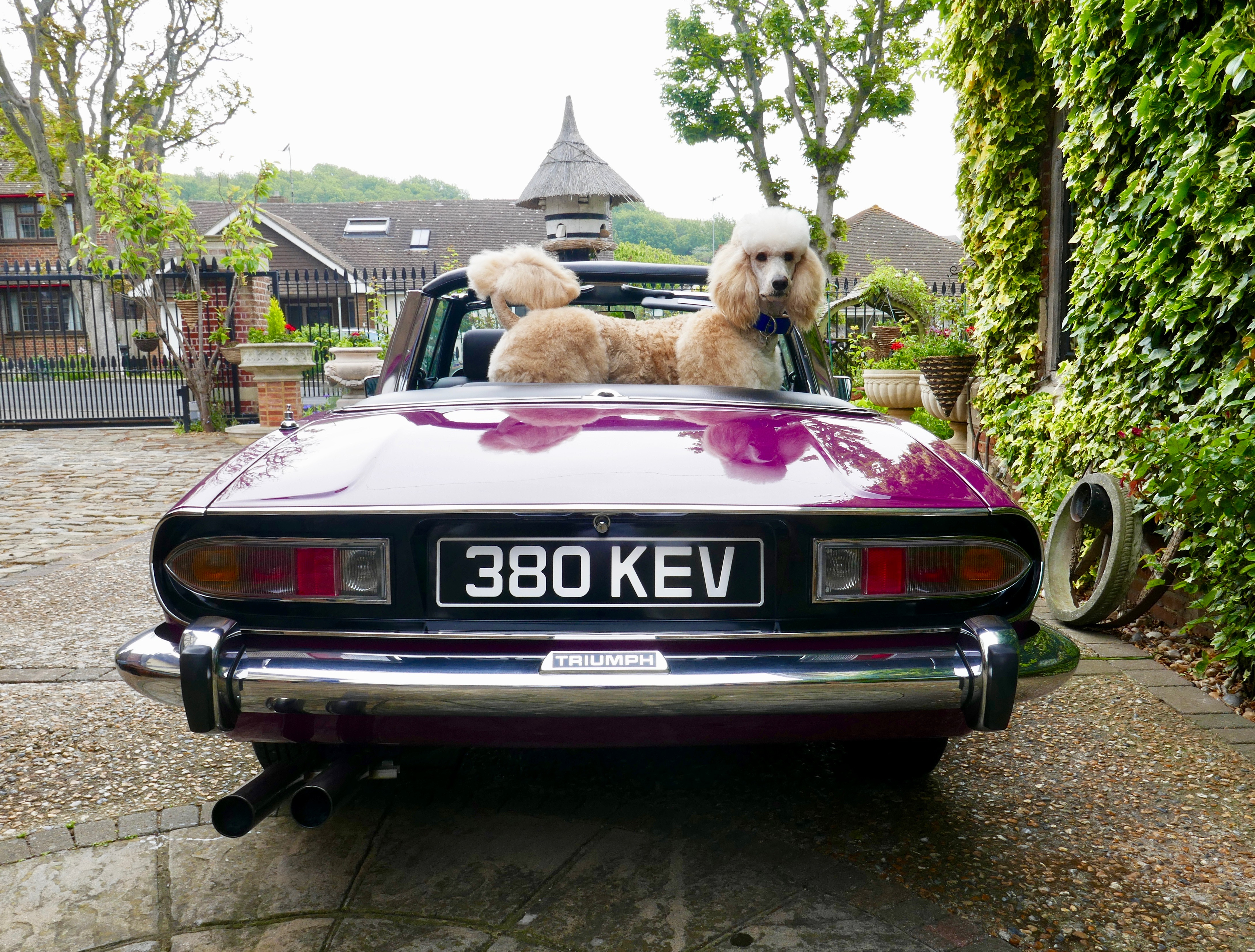
Vista trasera de un Triumph Stag de 1973

Quizás gracias a la reputación de falta de fiabilidad del motor Stag, solo se produjeron 25.877 vehículos entre 1970 y 1977. De este número, 6780 fueron modelos de exportación, de los cuales 2871 se enviaron a Estados Unidos. Se produjeron distintas variantes, indicadas por la fábrica como producción inicial, seguidas de los cambios de "denominación" 1º, 2º, 3º y 4º, como se indica únicamente en los cambios de las secuencias de numeración de producción. Estos se han designado extraoficialmente como Mark I "Early" 1970, Mark I (1971-72 / 3), Mark II (1973) y Mark II "Late" o Mark III (1974-77).
Las características diferenciadoras más notables entre los Stag Mark I y Mark II son los umbrales y el panel trasero, que son del color de la carrocería en el primero y de color negro de bajo brillo en el segundo. La adición de franjas finas gemelas es una indicación de una variante Mk II. En el interior, las primeras unidades tenían un grupo de luces de advertencia ligeramente diferente y las agujas del dial de instrumentos apuntaban hacia abajo en lugar de hacia arriba. También tenían dos luces de cortesía en la parte superior de los postes B en lugar de la configuración posterior de una en la barra en T, y también tenían una luz de lectura de mapas instalada en la puerta de la guantera, mientras que los vehículos posteriores tenían una luz en el interior. Las unidades de producción muy temprana tenían una ventana de tres cuartos en la capota blanda, que se eliminó rápidamente ya que tendía a quedar atrapada y luego a partirse cuando se guardaba. Los Mark III volvieron a tener umbrales y panel trasero del color de la carrocería, pero algunos dispusieron de una cubierta de acero inoxidable. Este artículo se instaló originalmente en los Stag para Norteamérica, y el excedente de existencias que se había acumulado cuando se retiró el Stag en los EE. UU. se utilizó en los automóviles destinados a otros mercados. Los Stag así equipados generalmente se consideran Mark III, aunque no está claro que todos los tuvieran, y muchos de las primeras unidades los han incorporado desde entonces. Mecánicamente, los últimos Stag equipados con la transmisión automática BW65 (un poco más larga) tenían un árbol de transmisión correspondientemente más corto para compensar sus longitudes. Se introdujo un sistema de refrigeración de alta presión, que se instaló en los posteriores Mark II.

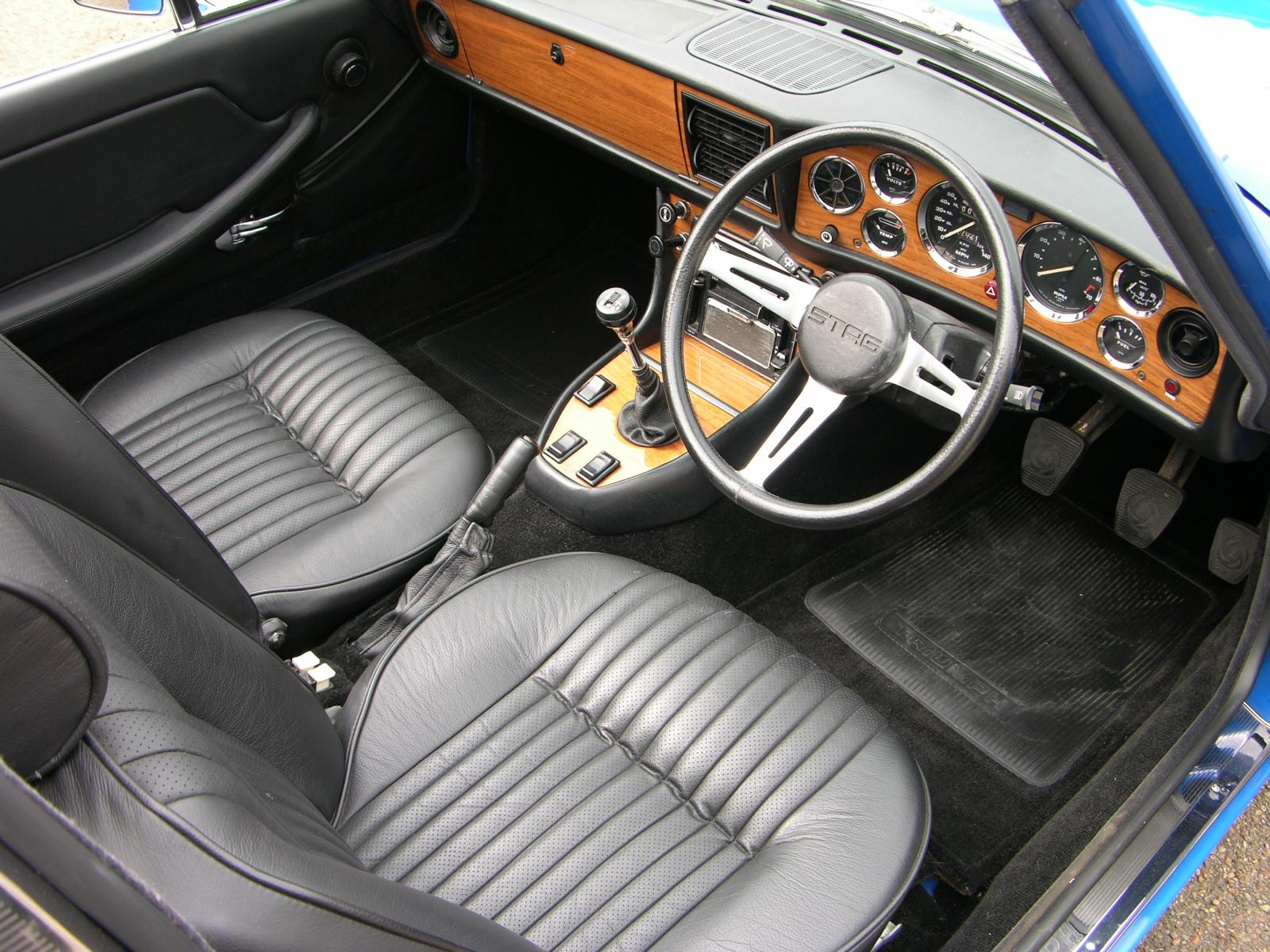
Interior de un Stag de 1974

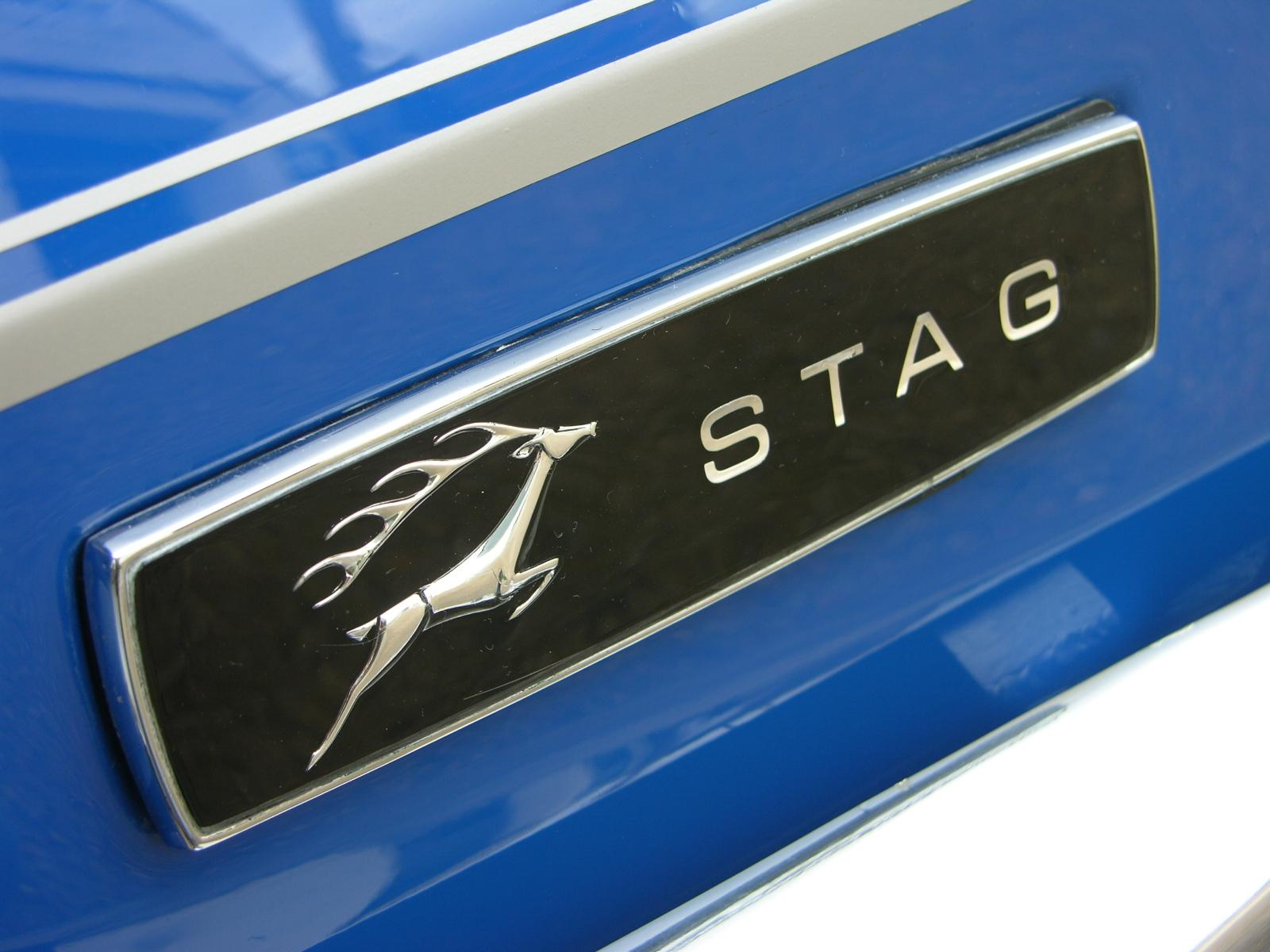
Emblema

Los automóviles para mercados de exportación como los EE. UU. comprendían combinaciones únicas de características requeridas específicamente para cumplir con los requisitos de varios estados, o simplemente con fines de venta. Los automóviles designados de fábrica como "especificación federal" incluían características como techos rígidos cubiertos de vinilo, iluminación compatible con el Departamento Federal de Transporte y una amplia gama de cambios en los sistemas anti-polución que no se encuentran en otros vehículos del mercado.
Si bien los manuales de piezas oficiales de Triumph pueden diferenciar las variantes por las referencias de las placas, los propietarios a menudo encuentran que las piezas menores de la variante anterior están presentes en los primeros ejemplos de producción de la nueva variante, posiblemente debido a que el fabricante hizo uso de las existencias de piezas disponibles. Por ejemplo, se sabe que numerosos Mark II tienen sistemas de cableado o las cerraduras de las puertas del Mark I, y ciertas combinaciones de color de la carrocería y de las molduras persistieron después de que se suponía que deberían haber sido retiradas.
La mayoría de los coches estaban equipados con una transmisión automática Borg-Warner Tipo 35 de 3 velocidades, que en los últimos vehículos producidos dio paso a una del Tipo 65. La otra opción fue un derivado de la antigua caja de cambios manual del Triumph TR2, que se había modificado y mejorado a lo largo de los años para su uso en los TR4/A/IRS/TR5/250/6. Se aumentó la primera relación de transmisión y se utilizaron cojinetes de agujas en lugar de los casquillos de bronce en el eje secundario. Los primeros modelos de transmisión manual de 4 velocidades se podían pedir con una unidad de sobremarcha Laycock tipo A y los posteriores con frecuencia venían con una unidad Laycock tipo J. La opción de sobremarcha era muy conveniente, ya que las revoluciones del motor disminuían significativamente con esta opción en las marchas 3ª y 4ª (superior).
Aparte de la elección de las transmisiones, había muy pocas opciones instaladas de fábrica. En los primeros automóviles, los compradores podían optar por instalar el automóvil solo con la capota blanda, solo con la capota rígida (con el compartimento de almacenamiento del capó vacío) o con ambas. Los coches posteriores se suministraron con ambos techos. Se ofrecieron tres estilos de ruedas. El equipamiento estándar era con ruedas de acero con adornos de "latón" Rostyle. Las ruedas estaban aseguradas con los cuatro pernos habituales, aunque los adornos Rostyle tenían cinco pernos falsos. Las llantas de aleación de cinco radios eran una opción, al igual que un juego de llantas de radios de acero tradicionales con tapacubos de "imitación", que se encuentran más comúnmente en los Stag vendidos en América del Norte en vehículos de especificación federal.
Las ventanas eléctricas, la dirección asistida y los frenos asistidos eran estándar. Las opciones incluían aire acondicionado Delaney Galley, portaequipajes, amortiguadores Koni mejorados, alfombrillas y faros antiniebla Lucas Square Eight. También se podía instalar una amplia gama de productos del mercado de accesorios, la mayoría de los cuales eran instalados por los distribuidores como accesorios opcionales. La tapicería de cuero también figuraba en la lista, pero su existencia real es dudosa, ya que no se sabe que ningún automóvil sobreviviente tenga cuero original de fábrica. De manera bastante inusual para un automóvil de turismo de 4 asientos, la lista de accesorios incluía una placa protectora del cárter que nunca se produjo. Esto probablemente se incluyó como un tributo un poco ventajista a los éxitos en los rallies de Triumph.

## Reemplazo
El Stag nunca fue reemplazado directamente. British Leyland planeó un modelo equivalente para sustituirlo en la forma de un derivado del deportivo Triumph TR7, cuyo nombre en código era Lynx, que usó la plataforma del TR7 con 12 pulgadas adicionales en la distancia entre ejes para acomodar un asiento trasero, con una carrocería cupé fastback. El motor era un Rover V8 de 3.5 litros y la caja de cambios y el eje trasero se tomaron del Rover SD1. El Lynx estaba muy cerca de comenzar su producción, programada para su lanzamiento en 1978. Sin embargo, el cierre repentino de la fábrica de Triumph en Speke, Liverpool, donde se iba a construir el automóvil, y las políticas implantadas por el nuevo director ejecutivo de BL, Michael Edwardes, llevaron a la cancelación del Lynx.

## Variantes sin construir

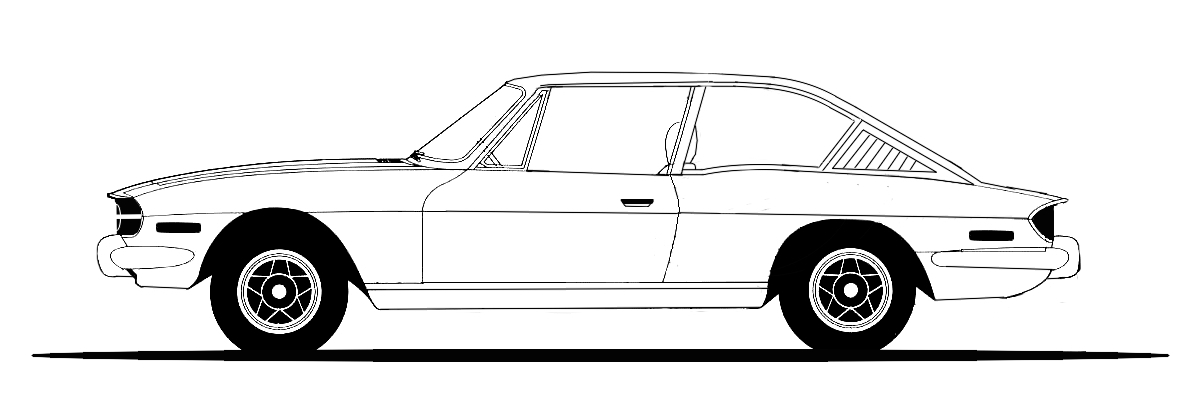
Stag fastback

Triumph planeó una versión cupé del Stag para complementar al descapotable, de la misma manera que el GT6 cupé más pequeño se basó en el Spitfire. En 1970 Michelotti convirtió dos de los prototipos de carrocerías del Stag en cupés de dos puertas con señales de estilo muy claras del GT6, incluida la forma de las ventanas traseras y la línea del techo y la provisión de 'branquias' de ventilación en el pilar C. En 1971, Triumph construyó un cupé Stag único, denominado Fastback, con el diseño de Michelotti incluyendo pequeñas diferencias en los detalles para que coincidiera más con el Stag de serie. Aunque el diseño se consideró exitoso y "más funcional que un Stag ordinario", British Leyland no continuó con el proyecto, según se informa porque temían que el Stag fastback se llevara las ventas de otros vehículos ya en producción o previstos en la gama BL. El prototipo se ha conservado.
Se construyeron varios Stag con tracción en las cuatro ruedas utilizando la Fórmula Ferguson desarrollada por Ferguson Research, utilizada de forma pionera en el Jensen FF. El One Stag fue equipado con el sistema FF por la propia Triumph durante su desarrollo, pero fue desechado o reconvertido a la especificación estándar. En 1972, FF Developments, una empresa independiente de Ferguson, construyó dos Stag 4x4 más, cuya tecnología había comprado para convertir los coches de carretera existentes. Los dos vehículos (uno con transmisión manual, el otro con automática) fueron encargados por GKN para el trabajo de desarrollo y prueba. Ambos tenían diferenciales de bloqueo automático accionados por un acoplamiento viscoso y el mismo sistema de frenos antibloqueo mecánico Dunlop Maxaret que se usaba en el Jensen. Los coches se diferenciaban visualmente de los estándar por tener un amplio abultamiento en el centro del capó; el motor tenía que montarse un poco más alto en su compartimento para acomodar la transmisión a las ruedas delanteras. Ambos coches conservan.
Se ensayó un Stag ligero, que era esencialmente un modelo estándar al que se había eliminado la mayor parte del material insonorizante. Este proyecto no se prosiguió. Se rumoreaba que se había construido y probado un Stag de 32 válvulas, con las culatas del Dolomite Sprint de 16 válvulas, pero no ha salido a la luz ningún documento u otro indicio de que se hubiera construido tal vehículo, y no está claro si se trataba de una prueba real o simplemente de una propuesta. Cualquier motor de este tipo habría requerido la fabricación de culatas de cilindros con imagen especular, ya que de lo contrario el segundo árbol de levas, sobre el banco opuesto de cilindros, habría quedado en el lado equivocado del motor.
FF Developments también convirtió una serie de Triumph 2000 (berlinas y familiares) en 4x4, incluido al menos un 'Triumph 3000 familiar' que recibió un motor y una caja de cambios Stag, así como la transmisión Ferguson 4WD.

## Vehículo clásico
El Triumph Stag cuenta con un apoyo considerable del club y de los propietarios y una serie de proveedores especializados. Según el principal club de entusiastas del Reino Unido, se cree que aproximadamente 8500 Stag sobreviven en el Reino Unido. Según los datos de la DVLA en el segundo trimestre de 2020, sobreviven no menos de 8289 automóviles Stag en el Reino Unido, lo que representa una tasa de supervivencia del 46,51% de los 17.819 registrados para circular en el Reino Unido, ya sea con impuestos o bajo SORN.

## Apariciones notables
- En la película Perros de paja (1971) un Stag de preproducción es el principal medio de transporte de Dustin Hoffman.

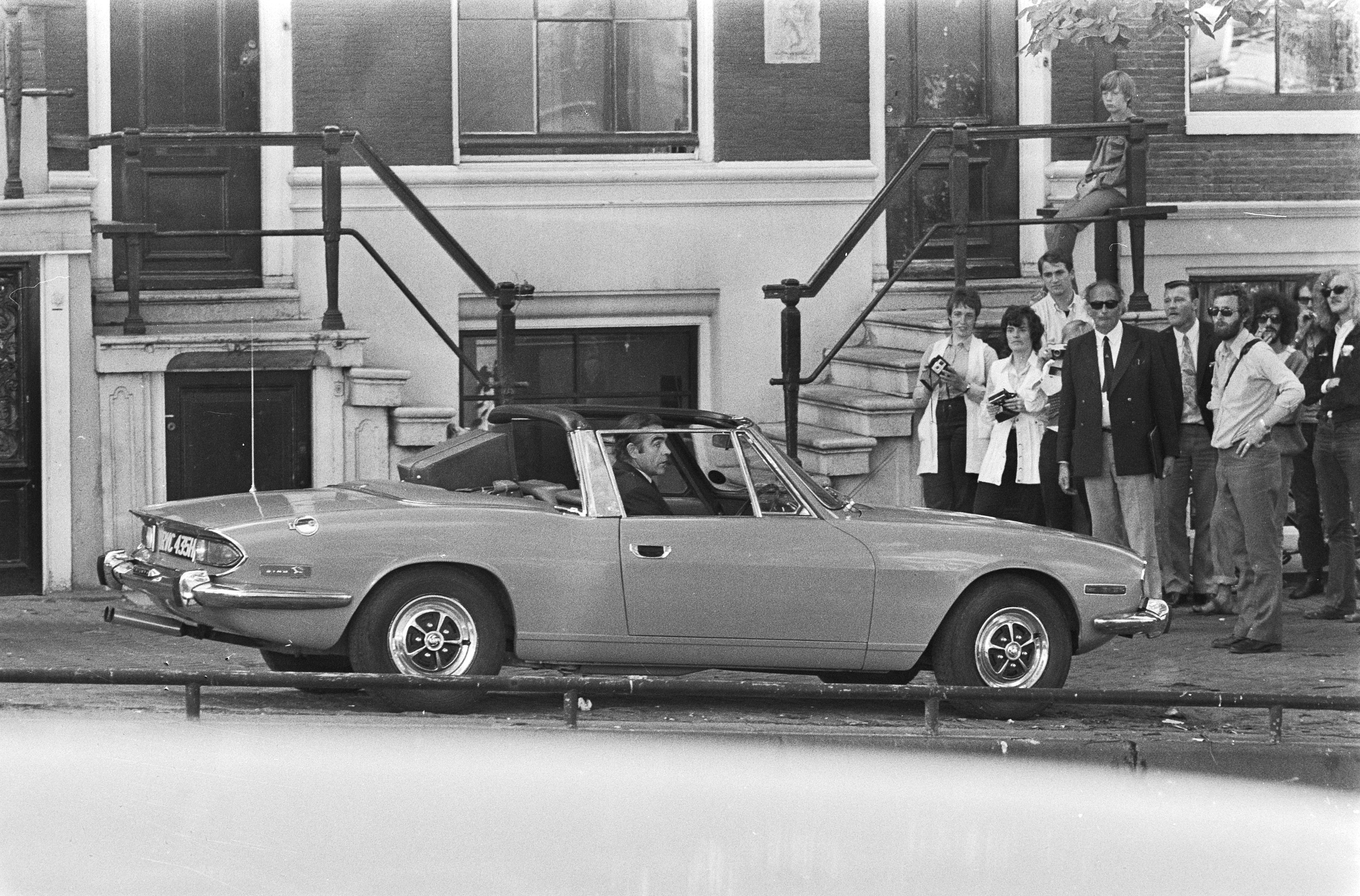
Sean Connery en un Mk1 Stag en Diamonds Are Forever

- En la película de James Bond, Diamonds Are Forever, el protagonista se apropia de un Triumph Stag amarillo azafrán de 1970 de un contrabandista de diamantes.
- La serie de televisión británica de 1978-1979 "Hazell" presentó un Triumph Stag Mk2 de 1975, originalmente verde pero luego pintado de rojo.
- En la película de 1998 Dad Savage, se utilizaba un Triumph Stag rojo carmín de 1977 en una fuga.
- En la serie de televisión de la BBC de 2000-2001 Second Sight, el DCI Ross Tanner (Clive Owen) conduce un Triumph Stag Sapphire Blue.
- En la serie New Tricks de la BBC, el sargento detective retirado Gerry Standing conduce un Triumph Stag de 1974 que ocasionalmente le causa problemas.
- En el episodio 7 de la temporada 12 de 2010 de Midsommer Murders, "Los grandes y los buenos", Justin Hooper, interpretado por Bertie Carvel, conduce un Mark III verde esmeralda con umbrales de acero inoxidable.
- En 2013, durante la primera serie de Car SOS de Channel 4, se restaura un Triumph Stag de 1976 en el episodio 7.
- En 2014, durante la primera temporada de For the Love of Cars de Channel 4, se restaura un Triumph Stag de 1976 en el episodio 3.
- En la película High-Rise de 2015 aparece una versión CGI del Triumph Stag. Parece que al coche le faltaba la luz interior de un disparo.
- En 2016, durante la tercera temporada de la serie de televisión "Cuckoo", aparece un Triumph Stag de 1976 en el episodio 6 "Sid's Big Day".
- En 2021, el primer capítulo de la segunda temporada de la serie Modern Love gira en torno a un Triumph Stag color azul.

## Lecturas relacionadas
- Poole, C. (2004). Genteel Tourer: The Story of the 1970–77 Triumph Stag. Collectible Automobile, October 2004, pp. 52–61.
- Taylor, James (1999). Original Triumph Stag: The Restorers Guide. pp. 5–15.
- Taylor, James (1992). Triumph Stag 1970–1977: Choice – Purchase – Performance – #4; Essential Advice & Data for Buyers & Enthusiasts. pp. 6–12.
- Triumph Service Division, Coventry England. (1969). Triumph British Leyland Preliminary Service Information – STAG, Part Number 545160
- Standard-Triumph Sales Limited (1969). British Leyland Triumph, Triumph Stag Graphic Catalogue, Graphic Publication no. 519579